# Młodszy porucznik
Młodszy porucznik, młodszy lejtnant (ros. младший лейтенант) – stopień wojskowy w siłach zbrojnych wielu państw świata, gdzie jest najniższym stopniem oficerskim, poniżej porucznika. Zazwyczaj oznaczany jedną gwiazdką na pojedynczej belce. W Wojsku Polskim jego odpowiednikiem jest podporucznik.
Stopień młodszego porucznika jest charakterystyczną częścią systemu rang w wojsku radzieckim oraz w państwach obszaru byłego ZSRR.

## W wojsku rosyjskim i radzieckim

Patka kołnierzowa młodszego porucznika Armii Czerwonej (1935–1943)
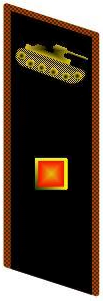
Patka kołnierzowa młodszego porucznika wojsk pancernych (1935–1943)
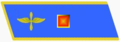
Patka kołnierzowa młodszego porucznika Wojskowych Sił Powietrznych (1935–1943)
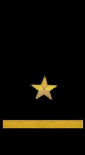
Oznaczenia na rękawach młodszego porucznika MW ZSRR (1935–1943)
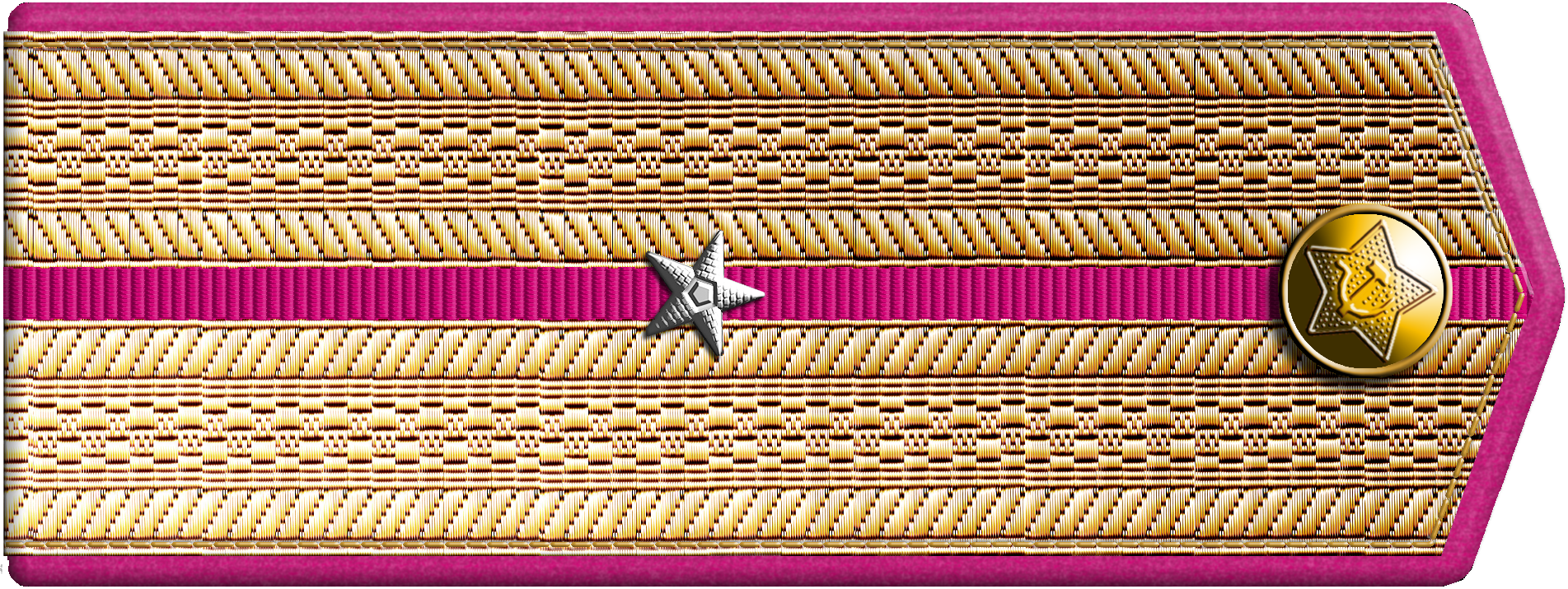
Pagon młodszego porucznika piechoty do munduru wyjściowego i galowego (1943–1955)
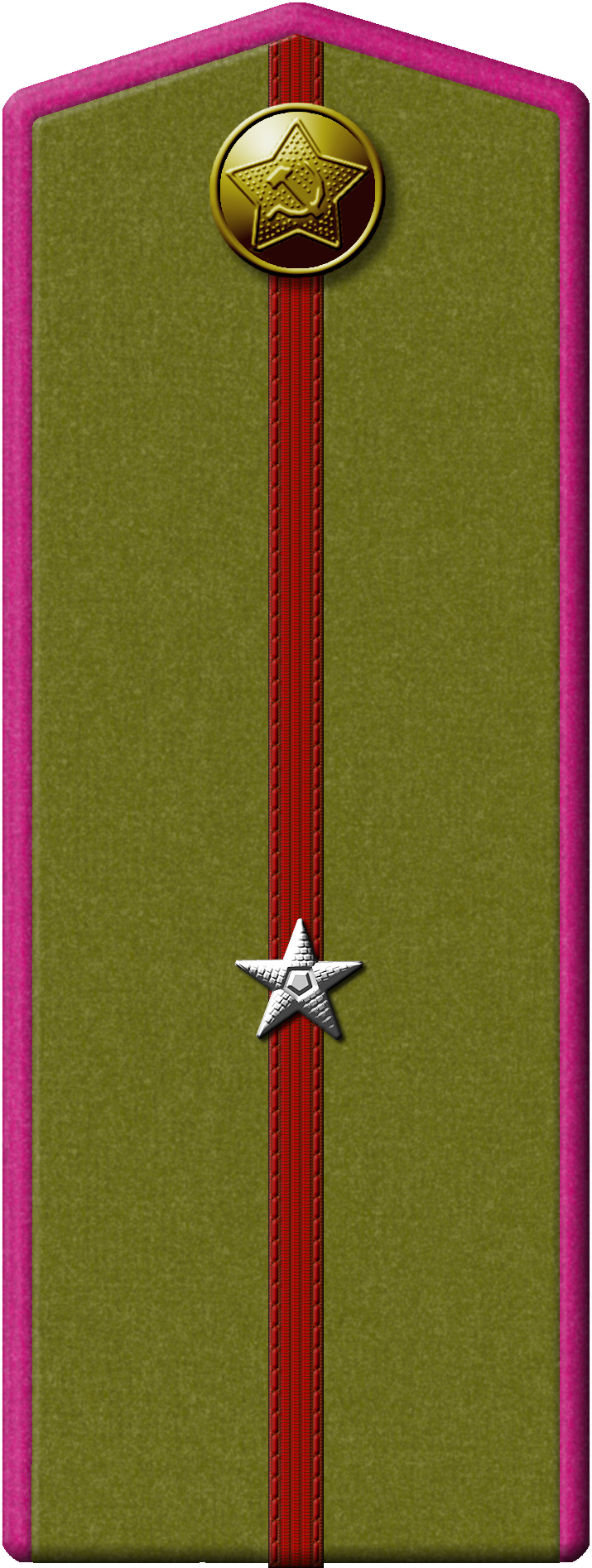
Pagon młodszego porucznika do munduru polowego (1943–1955)
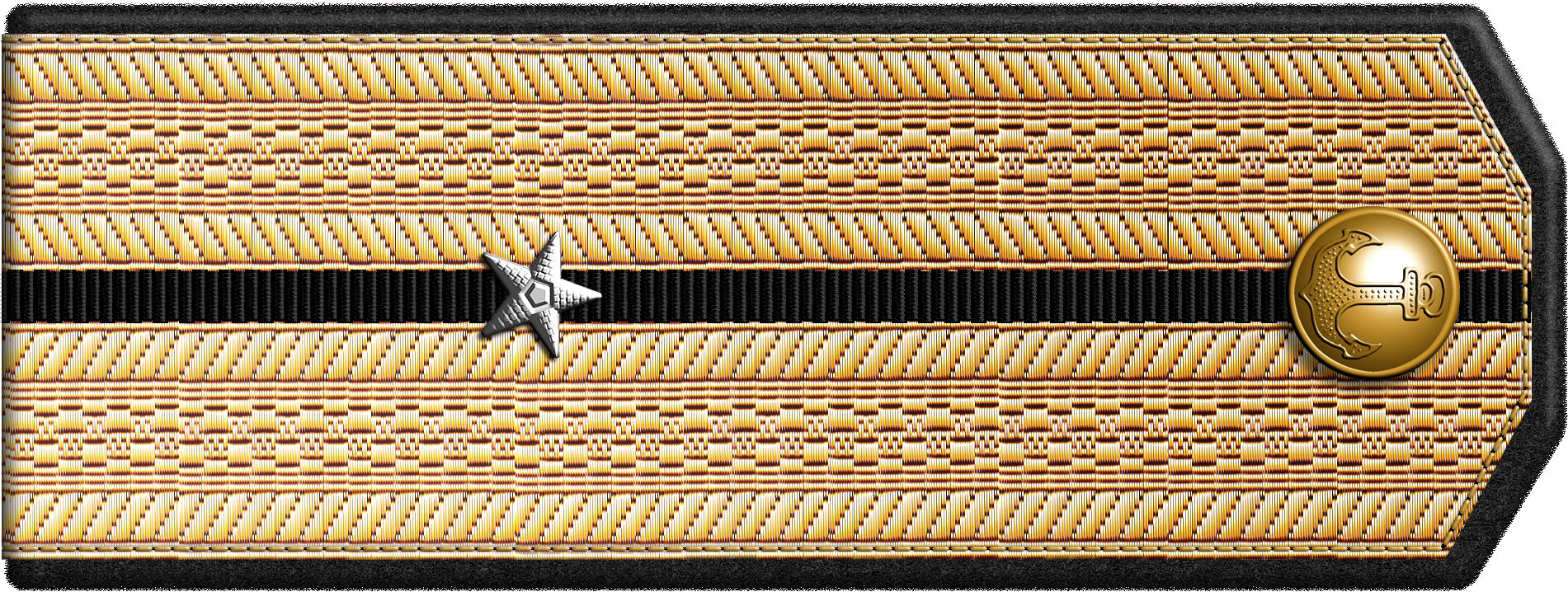
Pagon młodszego porucznika MW ZSRR (1943–1955)
Oznaczenia na rękawach młodszego porucznika Marynarki Wojennej (1943–1955)
Pagon młodszego porucznika Armii Radzieckiej (1955–1991)
Pagon młodszego porucznika Wojskowych Sił Powietrznych (1955–1991)
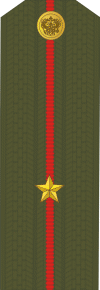
Pagon młodszego porucznika Wojsk Lądowych i Wojsk Rakietowych Przeznaczenia Strategicznego (1994–2010)
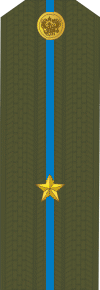
Pagon młodszego porucznika Wojsk Kosmicznych i Wojsk Powietrznodesantowych (1994–2010)
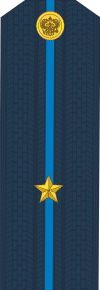
Pagon młodszego porucznika Sił Powietrznych Federacji Rosyjskiej (1994–2010)
Pagon młodszego porucznika Marynarki Wojennej FR (1994–2010)
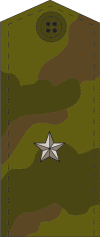
Pagon młodszego porucznika do munduru polowego (1994–2010)
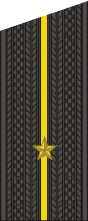
Pagon młodszego porucznika Marynarki Wojennej FR (od 2010)
Pagon młodszego porucznika do munduru galowego Marynarki Wojennej FR (od 2010)
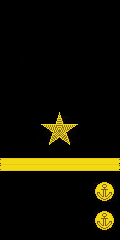
Oznaczenia na rękawach młodszego porucznika Marynarki Wojennej FR (od 2010)

## W innych armiach świata

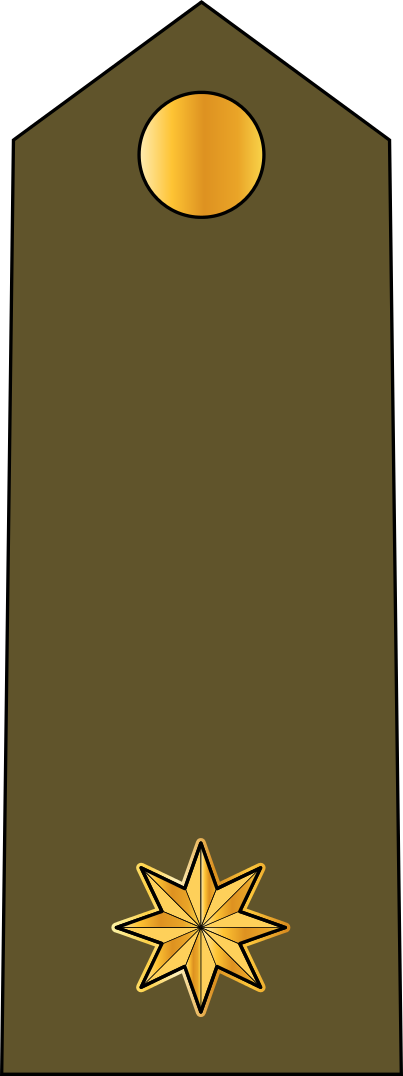
(Wojska Lądowe Azerbejdżanu)
(Wojska Lądowe Białorusi)
(Królewskie Wojska Lądowe Brunei)
(Wojska Lądowe Kirgistanu)
(Wojska Lądowe Malezji)
(Wojska Lądowe Tadżykistanu)
(Wojska Lądowe Turkmenistanu)
(Wojska Lądowe Ukrainy)

- azer. Kiçik leytenant[1]
(Wojska Lądowe Azerbejdżanu)
- biał. Малодшы лейтэнант
biał. Małodszy liejtenant[2]
(Wojska Lądowe Białorusi)
- malajski Leftenan muda[3]
(Królewskie Wojska Lądowe Brunei)
- kirg. Кенже лейтенант
kirg. Kenje leytenant[4]
(Wojska Lądowe Kirgistanu)
- malajski Leftenan muda[5]
(Wojska Lądowe Malezji)
- tadż. Лейтенанти калон
tadż. Lejtenanti xurd[6]
(Wojska Lądowe Tadżykistanu)
- turkm. Kiçi leýtenant[7]
(Wojska Lądowe Turkmenistanu)
- ukr. Молодший лейтенант
ukr. Mołodszyj łejtenant[8]
(Wojska Lądowe Ukrainy)